# Hackney Brook
Der Hackney Brook ist ein Wasserlauf in Greater London. Der einst oberirdisch verlaufende Hackney Brook wurde im 19. Jh. vollständig unter die Oberfläche verlegt.
Der Hackney Brook entsteht aus zwei Quellen nahe der Holloway Road in Horseney, deren Abfluss sich nahe dem Highbury-Stadion vereinigen und an diesem vorbei durch den Clissold Park und Abney Park Cemetery fließen. Er kreuzt die Mare Street in Hackney und fließt danach durch Homerton zum Hackney Wick um schließlich in den River Lea nahe dem Old Ford Lock zu münden.
Bis in die 1830er Jahre hinein war der Fluss im Bereich von Stoke Newington bis zu 10 m breit. Bei seiner Mündung in den River Lea erreichte er 30 m. Die Mere Street bezieht ihren Namen von einem Teich, der auch als Mere bezeichnet wird und eine Ausformung des Hackney Brook war. Um das 17. Jahrhundert wurden in diesen Teich Kleinkriminelle als Strafe getaucht.
Anfang der 1850er Jahre war der größte Teil des Wasserlaufs bereits unter der Oberfläche und er wurde als Abwasserkanal in den noch oberirdischen Teilen gebraucht. Zwischen 1857 und 1861 wurden beim Bau des städtischen Abwassernetzes die letzten oberirdischen Abschnitte ebenfalls unter die Oberfläche verlegt. Heute ist allein ein vergitterter Auslass in den River Lea sichtbar.